# Лысе (гмина)
Лысе (пол. Łyse) — сельская гмина (уезд) в Польше, входит как административная единица в Остроленкский повет, Мазовецкое воеводство. Население — 7913 человек (на 2004 год).

## Демография
| Перепись                       | Всего   | Всего | Женщины | Женщины | Мужчины | Мужчины |
| ------------------------------ | ------- | ----- | ------- | ------- | ------- | ------- |
| Единицы                        | человек | %     | человек | %       | человек | %       |
| Население                      | 7913    | 100   | 3891    | 49,2    | 4022    | 50,8    |
| Плотность населения (чел./км²) | 32,1    | 32,1  | 15,8    | 15,8    | 16,3    | 16,3    |

## Сельские округа
1. Антоня
2. Баба
3. Давя
4. Дембы
5. Дуды-Пущаньске
6. Грондзке
7. Кленкор
8. Выжега
9. Липники
10. Лончки
11. Лысе
12. Пёнтковизна
13. Плевки
14. Пупковизна
15. Серафин
16. Шафранки
17. Тартак
18. Тычек
19. Вармяк
20. Вейдо
21. Заляс
22. Злота-Гура

## Соседние гмины
1. Гмина Кадзидло
2. Гмина Мышинец
3. Гмина Пиш
4. Гмина Розоги
5. Гмина Туросль
6. Гмина Збуйна